# Хенрик Махалица
Хенрик Махалица (пољ. Henryk Machalica; Хибе, 18. јун 1930 — Варшава, 1. новембар 2003) био је пољски филмски и позоришни глумац.
У почетку је радио у луткарском позоришту, а од 1955. године као глумац. Од 1962. до 1969. године био је глумац у Познањском позоришту, од 1969. до 1982. у Народном позоришту у Варшави.
Имао је два сина који су постали глумци: Петар Махалица и Александар Махалица.
Велику популарност му је донела улога у пољској телевизијској серији Złotopolscy.